# Бурково (Бокситогорський район)
Бурково (рос. Бурково) — присілок Бокситогорського району Ленінградської області Росії. Входить до складу Великодвірського сільського поселення.
Населення — 6 осіб (2012 рік).

## Населення
| 2007 | 2010 | 2017 |
| ---- | ---- | ---- |
| 1    | ↗7   | ↘3   |